# Afrogecko porphyreus
Afrogecko porphyreus – gatunek jaszczurki z rodziny gekonowatych (Gekkonidae).

## Taksonomia
Gatunek po raz pierwszy zgodnie z zasadami nazewnictwa binominalnego opisał w 1802 roku francuski zoolog François Marie Daudin, nadając mu nazwę Gecko porphyreus. Miejsce typowe według oryginalnego zostało błędnie podane jako Haiti (fr. I’île Santo-Domingue), w rzeczywistości był to Przylądek Dobrej Nadziei w Południowej Afryce. Holotyp (sygnatura MNHN-RA 6732) pochodził z kolekcji Muzeum Historii Naturalnej w Paryżu. Jedyny przedstawiciel rodzaju Afrogecko, który zdefiniował w 1997 roku międzynarodowy zespół herpetologów (Amerykanin Aaron M. Bauer, Kanadyjczyk David A. Good oraz Południowoafrykańczyk William R. Branch).

### Etymologia
- Afrogecko: łac. Afer, Afra ‘Afrykańczyk, afrykański’, od Africa ‘Afryka’[9]; rodzaj Gecko Brongniart, 1800[2].
- porphyreus: gr. πορφυρεος porphureos ‘fioletowy’[10].

## Zasięg występowania
Afrogecko porphyreus występuje w Południowej Afryce (Prowincja Przylądkowa Zachodnia, Prowincja Przylądkowa Wschodnia i Gqeberha) oraz na wyspach u zachodniego wybrzeża Afryki Południowej (Robbeneiland, Jutten, Dassen, Meeuw, Marcus, Malgas i Schappen). Zapisy z Namibii wymagają potwierdzenia.

## Status zagrożenia
W Czerwonej księdze gatunków zagrożonych Międzynarodowej Unii Ochrony Przyrody i Jej Zasobów został zaliczony do kategorii LC (ang. least concern ‘najmniejszej troski’).